# Edgar Voges
Edgar Voges (* 26. August 1941 in Braunschweig; † 30. Dezember 2008 in Dortmund) war ein deutscher Professor der Hochfrequenztechnik.

## Berufliche Laufbahn
Nach dem Abitur an der Neuen Oberschule in Braunschweig studierte Edgar Voges von 1961 bis 1967 Physik an der TU Braunschweig und der TU Berlin. Im Anschluss arbeitete er bis 1974 als Wissenschaftlicher Mitarbeiter am Institut für Hochfrequenztechnik der TU Braunschweig, wo er 1970 promovierte. Bereits vier Jahre später folgte 1974 die Habilitation für das Fachgebiet Hochfrequenztechnik.
Von 1974 bis 1977 war Voges als Professor für Hochfrequenzelektronik an der Universität Dortmund tätig. Zwischen 1977 und 1982 hatte er die Professur für Nachrichtentechnik an der Fernuniversität in Hagen inne. 1982 kehrte er zurück an die Universität Dortmund, wo er bis 2007 die Leitung des Lehrstuhls für Hochfrequenztechnik
übernahm. 2007 wurde er emeritiert.
Auch in der akademischen Selbstverwaltung engagierte er sich. So war er von 1985 bis 1987 und von 2005 bis 2006 Dekan des Fachbereichs Elektrotechnik an der Universität Dortmund und zwischen 1987 und 1989 Sprecher des Hochschullehrerrates, sowie Senatsmitglied von 1989 bis 1993.
Edgar Voges starb im Dezember 2008 im Alter von 67 Jahren.

## Veröffentlichungen (Auswahl)
- Hochfrequenztechnik. 3. Auflage. Hüthig, Bonn 2004, ISBN 3-8266-5039-5.
- Edgar Voges, Klaus Petermann (Hrsg.): Optische Kommunikationstechnik. Handbuch für Wissenschaft und Industrie. Springer, Berlin 2002, ISBN 3-540-67213-3.